# So This Is London
So This Is London é um filme estadunidense de 1930, do gênero comédia, dirigido por John G. Blystone.